# Coca-Cola Park
A Coca-Cola Park (korábbi nevén: Ellis Park Stadion) egy rögbi és labdarúgóstadion Johannesburgban, a Dél-afrikai Köztársaságban.

## Sportesemények
Számos sportesemény helyszínéül szolgált e stadion.
1999-ben Nelson Mandela tiszteletére, elnöki mandátumának lejártakor, ebben a stadionban rendeztek egy búcsúmérkőzést. A Nelson Mandela African XI (Nelson Mandela Afrikai XI) játszott a World All Stars XI (Világ Legjobbjai XI) ellen. A World All Stars XI csapatában többek között pályára lépett Lucas Radebe, Rigobert Song és Dunga.

### 1995-ös rögbi-világkupa
A világkupán ebben a stadionban összesen x mérkőzést rendeztek. Három csoportmérkőzés, egy negyeddöntő, valamint a döntő helyszíne is ez a létesítmény volt.

### 2009-es konföderációs kupa
Az elő-világbajnokságon ebben a stadionban összesen öt mérkőzést rendeztek. Három csoportmérkőzés, az egyik elődöntő, valamint a döntő helyszíne is ez a létesítmény volt.

### 2010-es labdarúgó-világbajnokság
A világbajnokságon ebben a stadionban összesen hét mérkőzést rendeztek. Öt csoportmérkőzés, valamint egy-egy nyolcad- és negyeddöntő helyszíne volt ez a létesítmény.